# Піскожина
Піскожина (пол. Piskorzyna) — село в Польщі, у гміні Вінсько Воловського повіту Нижньосілезького воєводства.
Населення — 331 особа (2011).
У 1975-1998 роках село належало до Вроцлавського воєводства.

## Демографія
Демографічна структура станом на 31 березня 2011 року:
|          | Загалом | Допрацездатний вік | Працездатний вік | Постпрацездатний вік |
| -------- | ------- | ------------------ | ---------------- | -------------------- |
| Чоловіки | 163     | 34                 | 115              | 14                   |
| Жінки    | 168     | 38                 | 93               | 37                   |
| Разом    | 331     | 72                 | 208              | 51                   |